# Grétar Steinsson
Grétar Rafn Steinsson, född 9 januari 1982 i Siglufjörður, är en isländsk före detta fotbollsspelare. Han är sedan 2015 sportchef i engelska Fleetwood Town.

## Klubbkarriär
Grétar Steinssons fotbollskarriär började i KS och han spelade därefter även för isländska ÍA Akraness. 2004 flyttade han till schweiziska Young Boys. I januari 2006 tog han nästa steg och gick till nederländska AZ Alkmaar. Under Steinssons tid i klubben spelade han 61 matcher i Eredivisie. Han var även med och tog laget till kvartsfinal i Uefacupen 2006/2007 samt en andra plats bakom Ajax i KNVB Cup 2007.
I januari 2008 värvades Steinsson av engelska Bolton Wanderers, där han skrev på ett 3,5-årskontrakt. Steinsson debuterade i Premier League den 19 januari 2008 mot Newcastle United (0–0). Efter säsongen 2011/2012 då Bolton blev nedflyttade fick Steinsson lämna klubben.
I augusti 2012 värvades Steinsson av turkiska Kayserispor, där han skrev på ett tvåårskontrakt. I september 2013 meddelade Steinsson att han avslutade sin fotbollskarriär.

## Landslagskarriär
Grétar Steinsson debuterade för Islands U17-landslag den 4 augusti 1998 i en 8–2-förlust mot Norge. Totalt spelade han sju matcher för U17-landslaget under 1998. Den 19 september 2000 debuterade Steinsson för U19-landslaget i en 3–0-förlust mot Danmark. Han spelade totalt fyra matcher för U19-landslaget under 2000.
Den 23 mars 2001 debuterade Steinsson för U21-landslaget i en 1–0-förlust mot Bulgarien. Mellan 2001 och 2003 spelade han totalt 11 matcher för U21-landslaget samt gjorde ett mål. Den 8 mars 2002 debuterade Steinsson för A-landslaget i en 6–1-förlust mot Brasilien. Därefter tog det tre år innan nästa landskamp i A-landslaget kom. Totalt spelade han 46 landskamper för A-landslaget samt gjorde fyra mål.